# Кузыбаев, Нигмат Мирзабаевич
Нигмат Мирзабаевич Кузыбаев (узб. Ne'mat Mirzaboevich Qo'ziboev; 20 июля 1929, Фергана, Узбекская ССР, СССР — 14 мая 2004, Ташкент, Узбекистан) — советский, узбекский художник. Народный художник Узбекской ССР (1969), академик Академии художеств Узбекистана (1997). Лауреат Государственной премии Узбекской ССР имени Хамзы.
Один из наиболее известных художников Узбекистана второй половины XX века, выдающийся мастер пейзажа.

## Биография
Родился 20 июля 1929 года в Фергане. С 1944 по 1947 годы учился в Республиканском художественном училище им. П. Бенькова. С 1947 по 1953 годы — в Институте живописи, скульптуры и архитектуры им. И. Репина у профессоров В. М. Орешникова и А. А. Мыльникова, был сталинским стипендиатом. С 1953 по 1957 годы работал преподавателем  живописи, рисунка и композиции в Республиканском художественном училище. 
С 1959 года — преподаватель, с 1984 года — профессор и заведующий кафедрой живописи Ташкентского театрально-художественного института имени А. Н. Островского. В 1985 году в институте была открыта персональная художественная мастерская Кузыбаева. Работал секретарём правления Союза Художников СССР. В 1969 году Нигмату Кузыбаеву было присвоено почётное звание народного художника Узбекской ССР, что сделало его самым молодым художником, удостоенным этого звания. В 1997 году он был избран действительным членом Академии художеств Узбекистана.
Скончался 14 мая 2004 года в Ташкенте.

## Творчество
В период 1950-х — 1980-х годов Нигмат Кузыбаев один из наиболее значимых художников Узбекистана, получил известность как автор жанровых полотен, портретист и пейзажист. Картины художника отличает высокая художественная выразительность и глубина содержания: произведения бытового жанра, такие как «Изыскатели», «Новая дорога», «Среди пастухов»; портреты «Юнус Раджаби», «Миршахид Миракилов», «Нодирабегим», «Абдулла Кадыри», «Авиценна», «Бируни», «Навои и Хусейн Байкара», «Портрет Навои. Птичий язык»; пейзажи «Весна», «Ферганская долина», «Кокандский пейзаж». 
Участвовал в республиканских и международных выставках. Работы художника хранятся в собраниях музеев и частных коллекциях Узбекистана и за рубежом: Третьяковской галерее, Русском музее, Государственном музее искусства народов Востока, Государственном музее искусств Узбекистана, Музее литературы им А. Навои, Музее искусств имени И. В. Савицкого, Галерее Национального банка Узбекистана.

## Награды
- Орден «Эл-юрт хурмати» (1998)
- Народный художник Узбекской ССР (1969)[1]
- Лауреат Государственной премии Узбекской ССР имени Хамзы[2]
- Почётный диплом Академии Художеств СССР за картину «Авиценна» (находится в Музее литературы им А. Навои) (1982)[3]